# Die Mündung vor Augen
Die Mündung vor Augen ist ein US-amerikanischer Kriminalfilm aus dem Jahr 1951 von Ted Tetzlaff mit Richard Conte und Audrey Totter in den Hauptrollen. Der Film noir wurde von Universal-International Pictures produziert.

## Handlung
In Miami bewundert der Gangster Bert Galvin die Sängerin Ruth Williams und bietet ihr an, sie in New York zum Star zu machen. Erst als Bert versichert, dass die Beziehung auf rein professioneller Basis verbleibt, sagt Ruth zu. Auf der Fahrt nach New York legen sie in Rosewood eine Rast ein. Der dortige Sheriff Langley erkennt in Bert den Mörder des Bruders von Tom Dunning wieder, den er prompt informiert, dass der Gangster in Claude’s Restaurant ist. Als Tom mit einer Waffe im Restaurant auftaucht, warnt Claude Bert, der Tom erschießen kann. Bert wird verhaftet und angeklagt.
Langley und Staatsanwalt Sherbourne wollen Ruth schützen, doch Berts Verteidiger Milo Bragg bringt sie dazu, zu Berts Gunsten auszusagen. Auch Claude sagt aus, dass Bert in Notwehr geschossen habe. Die anwesenden Reporter gehen von einem Freispruch aus, genau wie bei der Verhandlung um den Tod von Toms Bruder. Ruth wird unter Eid gestellt. Da sie keinen Meineid schwören will, sagt sie die Wahrheit und bezeichnet Bert als Mörder. Bert wird für schuldig befunden und zu 20 Jahren Gefängnis verurteilt.
Bert kommt ins Florida State Prison Labor Camp. Hier werden besonders vertrauenswürdige Häftlinge bewaffnet und als Wärter eingesetzt. Wer einen Flüchtling erschießt, wird amnestiert. Einer dieser Häftlinge ist Sam Nugent, der Bert von Beginn an hasst und schikaniert. Mit seinen Handlangern Gandy und Nero hat Bert vereinbart, dass sie mit einem Motorboot unter einer Brücke warten, über die die Häftlinge zum Arbeitseinsatz gehen. Bevor Bert von der Brücke springt, klärt ihn der Mithäftling Sam Gower über die Amnestievereinbarung auf. Bert erzählt dem naiven Five Shot von einem Geldversteck in New Orleans. Five Shot unternimmt daraufhin einen Fluchtversuch und wird von Nugent erschossen, der begnadigt wird. Kurz darauf erhält Bert Nugents Posten. Langley ist sicher, dass Bert die Gefängnisleitung bestochen hat, kann aber nichts machen. Unterdessen bietet Bert Sam an, ihn flüchten zu lassen, doch Sam misstraut ihm.
Zwei Jahre später erhält Bert Besuch von Bragg, der seine Anwaltslizenz verloren hat und ihn um ein Darlehen bittet. Bert fordert ihn auf, Informationen über Sam zu beschaffen. Bragg findet heraus, dass Sam, der wegen Mordes verurteilt wurde, eine schwer kranke Frau hat. Bert bietet Sam an, 25.000 Dollar an dessen Frau zu überweisen, wenn er einen Fluchtversuch macht. Sam willigt ein und wird von Bert bei seiner Flucht getötet. Innerhalb weniger Tage wird Bert freigelassen. Langley untersucht Sams Todesumstände. Dabei taucht Sams Tagebuch auf, in dem er Berts Angebot festgehalten hat. Mittlerweile hat Bert Ruth gefunden und zwingt sie, ihn mit Gandy und Nero nach New York zu begleiten. Eine von Langley aufgestellte Straßensperre können sie durchbrechen. Doch bald geht ihnen das Benzin aus und sie werden von Langley und seinen Beamten gestellt. Während der folgenden Schießerei greift Bert Ruth und läuft mit ihr zu einem nahen Fluss. Er findet ein Motorboot und setzt mit ihm über. Auch Langley erreicht das andere Ufer und sieht, dass Bert in ein Sumpfgebiet läuft. Dort findet er ein Ruderboot, dabei greift Ruth seine Pistole. Sie bringt es nicht über sich, auf ihn zu schießen. Bert rudert los, wird aber von Langley erschossen.

## Produktion

### Hintergrund
Gedreht wurde der Film vom 6. Mai bis zum 19. Juni 1950 im Clay County (Florida) sowie in den Universal-Studios in Universal City.
Die Los Angeles Times vermeldete am 23. September 1949, Universal habe die Filmrechte an der Erzählung Under the Gun von Daniel B. Ullman erworben, in der es um einen Mann gehe, der von einem Gefängnis-Kalfaktor gejagt werde. Als im Januar 1950 Nachrichten über einen ähnlichen Realfall aufkamen, begann das Studio unmittelbar darauf mit den Arbeiten am Drehbuch.
Laut einem Bericht der Zeitung vom 13. Februar 1952 war ursprünglich Max Joseph Proskauer für eine Rolle vorgesehen, da er wie ein Verdächtiger aussehe. Proskauer konnte nicht mitwirken, da er zur Zeit der Dreharbeiten wegen eines bewaffneten Raubüberfalls verhaftet wurde.

### Stab
Bernard Herzbrun und Edward L. Ilou oblag die künstlerische Leitung. John P. Austin war für das Szenenbild zuständig, Orry-Kelly für die Kostüme. Joseph Gershenson war der musikalische Direktor.

### Besetzung
Im Abspann unerwähnt blieben George Durney als Tom Dunning und Roy Meischner als Claude.

## Veröffentlichung
Die Premiere des Films fand am 26. Januar 1951 statt. In der Bundesrepublik Deutschland wurde er am 20. Juni 1985 im deutschen Fernsehen ausgestrahlt.

## Kritiken
Das Lexikon des internationalen Films schrieb: „Solide inszenierter und gespielter, düsterer Gangster- und Gefängnisfilm von beträchtlicher Spannung.“
Bosley Crowther von der The New York Times lobte auf der einen Seite die guten Darsteller und die souveräne Inszenierung. Auf der anderen Seite sah er keinen Sinn in dieser ziellosen Aufnahme, außer dem Frönen harten Sadismus.